# Тимми, Томас
Томас Тимми (англ. Thomas Tymme, ум. 1620) — английский богослов, плодовитый писатель, проповедник, переводчик и алхимик.
О происхождении и образовании Томаса Тимми практически ничего не известно. Исходя из того, что его первая публикация появилась в 1570 году он, вероятно, родился в середине 1550-х годов. Обучался в Кембридже, возможно — в Пемброк-колледже под руководством будущего архиепископа Эдмунда Гриндала, чьим покровительством позднее пользовался. Пемброк-колледж был известен своими протестантскими настроениями, в нём изучали труды таких богословов, как Пётр Мартир Вермильи, Иоганн Бренц и Генрих Буллингер. Первым печатным трудом Тимми стал перевод комментариев лютеранина Бренца на еврейские писания, озаглавленный «Newes from Ninive to Englande». Далее в 1570-е годы Тимми перевёл комментарии на евангелия гугенота Огюстена Марлора, комментарии Жана Кальвина на Бытие и Послание к Коринфянам и четыре тома истории религиозных войн во Франции гугенотского историка Жана де Серра. К переводческой деятельности Тимми обращался и позднее. В 1595 году он перевёл латинский трактат Кристиана фон Адрихема, представлявший собой своего рода путеводитель по библейским местам Иерусалима.
С 1566 по 1592 год Томас Тимми был ректором в лондонском приходе святого Антония.
Со второй половины 1580-х годов Тимми издал ряд произведений пророческой направленности. Первым его произведением такого рода стал трактат «The figure of Antichriste» («Образ Антихриста», 1586), за которым последовал «A Preparation against the prognosticated dangers of this yeare» («Приготовление к предполагаемым опасностям сего года», 1588). В «Приготовлении» Тимми провозглашал, что Англия впадёт в язычество по причине морального упадка, а на смену могущественной, но неправедной королеве Бог пошлёт короля, который станет орудием его гнева. В 1592 году новые предупреждения были опубликованы под названием «A plaine discoverie of ten English lepers» («Простое открытие десяти английских прокажённых»), а в 1605 вышел его самый известный труд, выдержавший 19 изданий «A Silver Watch-Bell» («Серебряный колокол»).
Также Тимми плодотворно работал в области алхимии. В 1602 году он написал, но не опубликовал озаглавленный «A Light in Darkness» комментарий к «Иероглифической монаде» Джона Ди. В области В 1605 году Томас Тимми перевёл несколько глав из трактата парацельсианца Жозефа Дюшена «The Practise of Chymicall, and Hermeticall Physicke». Для Тимми алхимия представляла ценность как наука, не менее древняя чем богословие. В описываемом Моисеем летающем над водами Духе и создании земли из хаоса Дюшен видел соответствие алхимическим операциям выделения, разделения, сублимации и соединения. Мистическая система Тимми, основанная на идеях Парацельса и Дюшена, имела последователей. До 1612 года ничего не выходило из под его пера, пока он не опубликовал свой самый объёмный и сложный труд по алхимии, «A Dialogue philosophicall. Wherein natures secret closet is opened and the cause of all motion shewed». Согласно американскому историку алхимии Брюсу Яначеку (Bruce Janacek), алхимические исследования Тимми следует рассматривать совместно с его религиозными взглядами. Основной заботой Тимми было сохранение единства христианского мира, как минимум в Англии, и, по его мнению, алхимия могла обеспечить участие необходимых для этого божественных сил. Хотя, как протестант, он верил в то, что Бог является только через Священное писание, Тимми также верил в то, что Бог может быть также сокрыт и в природе. Натуральная философия и алхимия могут открыть эти секреты, поспособствовав тем самым спасению человечества. В результате, Тимми пришёл к выводу о возможности алхимического доказательства христианского учения о Троице.